# Tom Merritt
Tom Merritt er en dansk kortfilm fra 1999 instrueret af Anders Gustafsson efter eget manuskript.

## Handling
Filmen er baseret på Edgar Lee Masters digtsamling Spoon River Anthology fra 1915. En lang række gravskrifter for virkelige og fiktive indbyggere i Spoon River, et pionerområde i staten Illinois, USA. Det sort-hvide, suggestive billeddigt, første del af en trilogi, fortæller historien om Tom Merritt, en mand der indhentes af den virkelighed, han ellers kun har turdet være tilskuer til.